# Nœud lymphatique superficiel du membre supérieur
Les nœuds lymphatiques superficiels du membre supérieur sont les nœuds lymphatiques situés superficiellement aux fascias du membre supérieur.